# 2024年アメリカ合衆国大統領共和党予備選挙
2024年アメリカ合衆国大統領共和党予備選挙（2024ねんアメリカがっしゅうこくだいとうりょう きょうわとうよびせんきょ、Republican Party presidential primaries, 2024）は、2024年アメリカ合衆国大統領選挙に向けて、共和党の大統領及び副大統領指名候補を選出する手続のこと。2024年1月15日から2024年6月4日にかけて、全米50州、ワシントンD.C.、5つの準州で行われた。2024年共和党全国大会に出席する2429人の代議員が本予備選挙で選ばれた。

予備選挙・党員集会における州・地域別投票結果
ドナルド・トランプ
ニッキー・ヘイリー

## 概要
2023年、フロリダ州知事のロン・デサンティス、元国連大使のニッキー・ヘイリー、実業家のヴィヴェック・ラマスワミ、ドナルド・トランプ前大統領など、多くの共和党議員が立候補を表明した。ドナルド・トランプは2020年以降、予備選で一貫して多くの得票数を得ている。非トランプ候補の中では、デサンティスは当初、トランプに次ぐ僅差で2位だったが、2023年初めから末にかけて世帯調査において評価が下がってきている。ラマスワミは2023年半ばに評価が上がってきていたが、すぐに人気は低迷した。ヘイリーの選挙運動は2023年の最後の数ヶ月で大きな注目を集め始めたが、ヘイリーもトランプには負けていた。このように共和党の予備選挙は、世論調査でもトランプが一貫してリードしているため、2020年の際と比べて、「第2のレース」と呼ばれた。
最初に行われた予備選挙である1月15日のアイオワ州党員集会では、トランプが勝利を収め、デサンティスが僅差でヘイリーを抑えて2位、ラマスワミが4位となった。これにあたってラマスワミとデサンティスは予備選挙に参加することを拒んで辞退し、トランプとヘイリー2人の対決となった。トランプは1月23日のニューハンプシャー州予備選でもヘイリーを破ったが、アイオワ州よりもヘイリーとの得票率の差は小さくなっていた。1ヶ月後の2月24日のサウスカロライナ州予備選でもトランプは再びヘイリーを破った。トランプはスーパー・チューズデー期間中に大勝利をおさめ、ヘイリーが勝利した州はワシントンD.C.とバーモント州の2つのみに留まった。
一方、一部の共和党議員は、2020年アメリカ合衆国大統領選挙におけるトランプの敗北、2021年1月6日の連邦議会議事堂襲撃事件を扇動したとされる疑惑、進行中の裁判、2022年アメリカ合衆国選挙の結果(トランプが支持した複数の候補者が重要な選挙戦で敗れた)を理由に、トランプの立候補について懸念を表明している。そんな懸念の一方、前述のようにトランプ支持層は厚い。共和党支持者のほとんどはトランプ派といっても過言ではない。しかし、トランプの大統領資格について、コロラド州、メイン州、イリノイ州の一部の有権者と政治家によって異議を唱えられるなど問題は残っている。そのような問題についてだが、トランプ対アンダーソンにおいて立候補資格を認めない判決がコロラド州最高裁より下されている。しかしトランプはそれを不服として連邦最高裁に譲歩中の他、この判決を認めていない州もあるため、2024年7月現在大統領選に出馬可能である。トランプは3月12日に大統領候補となり、ワシントン州予備選で勝利し、指名を獲得するために必要な1,215人の議員の得票数を突破した。

## 候補者
2024年4月までに、400人以上の候補者が2024年アメリカ合衆国大統領共和党予備選挙に立候補するために連邦選挙委員会(FEC)に申請した。

### 指名候補
| 候補               | 候補 | 生年月日と出生地                                   | 経歴                                    | 地盤       | 出馬表明       | 正式指名      | 獲得代議員数 | 勝利州および地域数 | 得票                | 選挙運動の記録 | 出典          |
| ------------------ | ---- | -------------------------------------------------- | --------------------------------------- | ---------- | -------------- | ------------- | ------------ | --- | ------------------- | -------------- | ------------- |
| ドナルド・トランプ |      | 1946年6月14日（79歳） ニューヨーク州ニューヨーク市 | 第45代アメリカ合衆国大統領（2017-2021） | フロリダ州 | 2022年11月15日 | 2024年7月15日 | 2,268        | 54 （AK, AL, AR, AS, AZ, CA, CO, CT, DE, FL, GA, GU, HI, IA, ID, IL, IN, KS, KY, LA, MA, MD, ME, MI, MN, MO, MP, MS, MT, NC, ND, NE, NH, NJ, NM, NV, NY, OH, OK, OR, PA, PR, RI, SC, SD, TN, TX, UT, VA, VI, WA, WI, WV, WY） | 17,015,756（76.4%） | 選挙運動       | [ 24 ] [ 25 ] |

### 予備選挙中に撤退した候補
| 候補                     | 生年月日と出生地                                   | 経歴                                                                                         | 地盤               | 出馬表明      | 撤退表明      | 獲得代議員数 | 勝利州および地域数 | 得票               | 選挙運動の記録 | 出典                 |
| ------------------------ | -------------------------------------------------- | -------------------------------------------------------------------------------------------- | ------------------ | ------------- | ------------- | ------------ | ------------------ | ------------------ | -------------- | -------------------- |
| ニッキー・ヘイリー       | 1972年1月20日（53歳） サウスカロライナ州バンベルク | アメリカ合衆国国際連合大使（2017-2018） サウスカロライナ州知事（2011-2017）                  | サウスカロライナ州 | 2023年2月14日 | 2024年3月6日  | 97           | 2 （DC、VT）       | 4,381,799（19.7%） | 選挙運動       | [ 26 ] [ 27 ]        |
| ロン・デサンティス       | 1978年9月14日（46歳） フロリダ州ジャクソンビル     | フロリダ州知事（2019-現職） 連邦議会下院議員（2013-2018）                                    | フロリダ州         | 2023年5月24日 | 2024年1月21日 | 9            | 0                  | 353,615（1.6%）    | 選挙運動       | [ 28 ] [ 29 ]        |
| エイサ・ハッチンソン     | 1950年12月3日（74歳） アーカンソー州ベントンビル   | アーカンソー州知事（2015-2023） 国土安全保障次官 （2003-2005）                               | アーカンソー州     | 2023年4月26日 | 2024年1月16日 | 0            | 0                  | 22,044（0.1%）     | 選挙運動       | [ 30 ] [ 31 ] [ 32 ] |
| ヴィヴェック・ラマスワミ | 1985年8月9日（39歳） オハイオ州シンシナティ        | ストライブ・アセット・マネジメント会長（2022-2023） ロイバント・サイエンシズCEO（2014-2021） | オハイオ州         | 2023年2月21日 | 2024年1月15日 | 3            | 0                  | 96,954（0.4%）     | 選挙運動       | [ 9 ] [ 33 ] [ 34 ]  |

### 予備選挙前に撤退した候補
| 候補                 | 生年月日と出生地                                             | 経歴 | 地盤               | 出馬表明      | 撤退表明       | 獲得代議員数 | 勝利州および地域数 | 得票            | 選挙運動の記録 | 出典                 |
| -------------------- | ------------------------------------------------------------ | --- | ------------------ | ------------- | -------------- | ------------ | ------------------ | --------------- | -------------- | -------------------- |
| クリス・クリスティ   | 1962年9月6日（62歳） ニュージャージー州ニューアーク          | ニュージャージー州知事（2010-2018） ニュージャージー州連邦検事（2002-2008）                             | ニュージャージー州 | 2023年6月6日  | 2024年1月10日  | 0            | 0                  | 139,541（0.6%） | 選挙運動       | [ 35 ] [ 36 ]        |
| ダグ・バーガム       | 1956年8月1日（69歳） ノースダコタ州アーサー                  | ノースダコタ州知事（2016年-現職）                                                                       | ノースダコタ州     | 2023年6月7日  | 2023年12月4日  | 0            | 0                  | 502（0.0%）     | 選挙運動       | [ 37 ] [ 38 ] [ 39 ] |
| ティム・スコット     | 1965年9月19日（59歳） サウスカロライナ州ノースチャールストン | 連邦議会上院議員（2013-現職） 連邦議会下院議員（2011-2013）                                             | サウスカロライナ州 | 2023年5月19日 | 2023年11月12日 | 0            | 0                  | 1,598（0.0%）   | 選挙運動       | [ 40 ] [ 41 ] [ 42 ] |
| マイク・ペンス       | 1959年6月7日（66歳） インディアナ州コロンバス                | 第48代アメリカ合衆国副大統領（2017-2021） インディアナ州知事（2013-2017） 連邦議会下院議員（2001-2013） | インディアナ州     | 2023年6月5日  | 2023年10月28日 | 0            | 0                  | 404（0.0%）     | 選挙運動       | [ 43 ] [ 44 ]        |
| ラリー・エルダー     | 1952年4月27日（73歳） カリフォルニア州ロサンゼルス           | ラジオ番組司会者（1993-2022）                                                                           | カリフォルニア州   | 2023年4月20日 | 2023年10月26日 | 0            | 0                  | N/A             | 選挙運動       | [ 45 ] [ 46 ]        |
| ペリー・ジョンソン   | 1948年1月23日（77歳） イリノイ州ドルトン                     | 実業家                                                                                                  | ミシガン州         | 2023年3月2日  | 2023年10月20日 | 0            | 0                  | 4,051（0.0%）   | 選挙運動       | [ 47 ] [ 48 ] [ 49 ] |
| ウィル・ハード       | 1977年8月19日（47歳） テキサス州サンアントニオ               | 連邦議会下院議員（2015-2021）                                                                           | テキサス州         | 2023年6月22日 | 2023年10月9日  | 0            | 0                  | N/A             | 選挙運動       | [ 50 ] [ 51 ]        |
| フランシス・スアレス | 1977年10月6日（47歳） フロリダ州マイアミ                     | マイアミ市長（2017-現職）                                                                               | フロリダ州         | 2023年6月14日 | 2023年8月29日  | 0            | 0                  | N/A             | 選挙運動       | [ 52 ] [ 53 ] [ 54 ] |

## タイムライン

### 2022年

#### 11月
2022年の中間選挙の1週間後、ドナルド・トランプ前大統領はマー・ア・ラゴで2024年の大統領選に再出馬することを発表した。大統領を退いた後にまた大統領選に出馬する元大統領は、1940年のハーバート・フーヴァー以来となる。共和党の指名を勝ち取れば、リチャード・ニクソン（1960年、1968年、1972年の共和党指名）以来、3回にわたって大統領候補に指名された共和党員となることができる。また、当選すれば、トランプはグロバー・クリーブランド以来の「連続ではない2期」大統領を務めた大統領となる。

### 2023年

#### 2月
2月14日、元サウスカロライナ州知事で元国連大使のニッキー・ヘイリーが大統領選への立候補を表明するビデオを公開した。
2月21日、実業家のヴィヴェック・ラマスワミがテレビ番組『タッカー・カールソン・トゥナイト』で大統領選への立候補を表明した。

#### 3月
3月2日、不正署名の疑いで2022年ミシガン州知事選挙の共和党予備選投票に不適格とされていた実業家のペリー・ジョンソンが、2024年の大統領選に出馬する意向を表明した。

#### 4月
4月2日、アーカンソー州知事であったエイサ・ハッチンソンは、ABCニュースのジョナサン・カールとのインタビューで出馬を表明した。4月6日、ハッチンソンは連邦選挙委員会(FEC)に候補者書類を提出した。
4月12日、サウスカロライナ州のティム・スコット上院議員が大統領選への出馬を表明した。
4月20日、ラジオ司会者で元カリフォルニア州知事候補のラリー・エルダーが、『タッカー・カールソン・トゥナイト』で大統領選出馬を表明した。

#### 5月
5月19日、ティム・スコットはFECに出馬届を提出し、5月22日に大統領選出馬を公言した。
5月24日、フロリダ州知事で元米下院議員のロン・デサンティスはFECに出馬届を提出し、TwitterCEOであるイーロン・マスクとのTwitter Spacesのインタビューで大統領選への出馬を表明した。

#### 6月
6月5日、マイク・ペンス前副大統領が大統領選への出馬を申請し、ノースダコタ州のダグ・バーガム知事は選挙に出馬することを示唆するビデオを公開した。副大統領の出馬は1940年のジョン・ナンス・ガーナー氏以来となる。ペンスは、自分が仕えていた大統領の対抗馬として出馬することになった。
6月6日、バーガムは『ウォール・ストリート・ジャーナル』紙に大統領選出馬を表明する記事を掲載し、ノースダコタ州出身者として初めて主要政党の大統領候補指名を目指すことになった。同日、前ニュージャージー州知事で2016年大統領候補のクリス・クリスティがニューハンプシャー州から、大統領選出馬を公言した。
6月7日、ペンスは大統領選出馬に関するビデオを公開し、正式に立候補を表明した。また、バーガムはファーゴで演説を行った。
6月14日、マイアミ市長のフランシス・スアレスは連邦選挙委員会に出馬を届け出た。スアレスは翌日、ロナルド・レーガン大統領図書館で演説を行い、昨年までの共和党4候補と同様、正式に出馬を表明した。
6月22日、元CIAエージェントでTX-23地区下院議員のウィル・ハードが、以前から大統領選への出馬に関心を示していたことから、出馬を表明した。

#### 8月
8月1日、ドナルド・トランプは2020年大統領選挙の結果を覆そうとしたとして3度目の起訴を受けた。
8月14日、ドナルド・トランプはジョージア州で2020年の大統領選挙の結果を覆そうとしたとして4度目の起訴を受けた。
8月21日、討論会に正式に参加できる候補者の顔ぶれが発表された： ダグ・バーガム、クリス・クリスティ、ロン・デサンティス、ニッキー・ヘイリー、エイサ・ハッチンソン、マイク・ペンス、ヴィヴェック・ラマスワミ、ティム・スコット。
8月23日、最初の共和党候補者討論会がミルウォーキーで開催され、Fox Newsによって放送された。この討論会に参加するためには、候補者は少なくとも1％の得票率を獲得し、40,000人から寄付を受け、最終的に党の大統領候補指名を獲得した人物を支持するという誓約書に署名していなければならない。討論会に参加できるとみなされた候補者は、ダグ・バーガム、クリス・クリスティ、ロン・デサンティス、ニッキー・ヘイリー、エイサ・ハッチンソン、マイク・ペンス、ヴィヴェック・ラマスワミ、ティム・スコットだった。トランプは討論会に参加せず、代わりにタッカー・カールソンとのインタビューを撮影し、討論会が始まる数分前に公開された。
8月29日、フランシス・スアレスは大統領選出馬を辞退した。出馬したメンバーの中で最も早い辞退である。

#### 9月
9月18日、ドナルド・トランプ陣営は、カリフォルニア州での第2回討論会と同時に、デトロイトでストライキ中の全米自動車労組組合員を前に演説を行うと発表した。全米自動車労組のショーン・フェイン委員長は、トランプ大統領の演説がストライキとは無関係の非組合員工場で行われたことを指摘した。
第2回討論会に出席するための条件は、少なくとも3つの信頼できる全国世論調査で3%の支持を得ていることであり、一方、寄付の条件は5万ドル以上の寄付に増額した。9月26日時点で、第2回討論会の参加資格を持ち、出席する候補者は以下の通り： ロン・デサンティス、ニッキー・ヘイリー、ティム・スコット、ヴィヴェック・ラマスワミ、マイク・ペンス、クリス・クリスティ、ダグ・バーガム。第1回討論会に出席したエイサ・ハッチンソンは参加資格を得られなかった。
9月27日、カリフォルニア州シミバレーにあるロナルド・レーガン大統領図書館で、第2回共和党大統領討論会が行われた。

#### 10月
10月2日、連邦最高裁判所は、ドナルド・トランプ氏の選挙出馬資格剥奪を求めるジョン・アントニー・カストロ氏の訴えを却下した。
10月9日、ウィル・ハードが出馬を辞退した。
10月17日、コロンビア特別区連邦地方裁判所のターニャ・S・チュトカン判事は、ドナルド・トランプに対し、検察官、裁判所職員、その他「合理的に予見可能な証人」を対象とした箝口令を発令。米国史上初めて大統領候補の演説が裁判所によって制限された。
10月20日、ペリー・ジョンソンは大統領選挙出馬を辞退した。チュトカン判事は、ドナルド・トランプに対する箝口令を解除し、トランプの弁護団が上訴できるようにした。
10月26日、元トークラジオ番組の司会者ラリー・エルダーが出馬を辞退し、トランプを支持にまわった。
10月28日、マイク・ペンス元アメリカ副大統領も続けて選挙出馬を辞退した。
10月30日、チュトカン判事はドナルド・トランプに対する箝口令を再度発令した。

#### 11月
11月3日、コロンビア特別区巡回区控訴裁判所は、少なくとも11月20日までの期間ドナルド・トランプに対する箝口令を解除することとした。
11月6日、RNCはドナルド・トランプ、ロン・デサンティス、ニッキー・ヘイリー、ヴィヴェック・ラマスワミ、クリス・クリスティ、ティム・スコットの各候補が第3回討論会に参加する資格を得たと発表した。第3回討論会への参加資格は、7万件以上の寄付と、アイオワ州またはニューハンプシャー州の全国世論調査および地元世論調査で4％以上の得票があることが条件とされた。
11月8日、フロリダ州マイアミで第3回共和党大統領討論会が開催された。ドナルド・トランプは参加しなかった。
11月12日、サウスカロライナ州選出の上院議員ティム・スコットが選挙出馬辞退。
11月20日、コロンビア特別区巡回区控訴裁判所はトランプとチュトカンの間で妥協に達し、トランプが検察官、裁判所職員らを「侮辱」することは禁ずるものの、外部の弁護士や大統領選挙運動に関する問題について自由に話すことを認めるという大幅に制限が緩和された箝口令を発令した。
11月30日、デサンティスは民主党のカリフォルニア州知事ギャビン・ニューサムと討論した。

#### 12月
12月4日、ノースダコタ州のダグ・バーガム知事が大統領選挙出馬を辞退。
12月6日、第4回討論会がタスカルーサのアラバマ大学で開催された。クリスティ、デサンティス、ヘイリー、ラマスワミ、トランプはいずれも寄付額と世論調査の条件を満たしていた。しかし、トランプは再びこの討論会の参加を取りやめた。
2023年12月19日、コロラド州最高裁が4対3で下した判決により、コロラド州はドナルド・トランプ前大統領を憲法修正第14条第3項に基づいて投票用紙への記載を禁止した。トランプ氏は上訴中も候補として居座っていた。コロラド州共和党は、この判決が支持された場合、州公認の占拠の代わりに党員集会を開催することを検討した。
12月22日、CBSは、ドナルド・トランプがニッキー・ヘイリーをトランプ支持者として排除する可能性についてトランプ陣営内や盟友に問い合わせていると報じた。これは、アイオワ州での世論調査で、トランプの支持率44％に対してヘイリーが支持率29％で2位という結果が出た直後のことだった。これに対し、ドナルド・トランプ・ジュニア、ロジャー・ストーン、タッカー・カールソンらトランプ陣営の幹部は全員この報道を否定した。
12月28日、メイン州はコロラド州に続き、トランプ前大統領の投票用紙への記載を禁止する案が出たが、保留となった。
12月29日、ヴァージニア州では、ロイ・ペリー＝ベイとカルロス・ハワードという二人の社会活動家がトランプ元大統領の投票用紙への記載を禁止しようとしたが、ヴァージニア州東部地区連邦地方裁判所のレオニー・ブリンケマ判事によって、二人にはヴァージニア州法の下でトランプを訴える資格がないとして却下された。

### 2024年

#### 1月
1月5日、最高裁はトランプによる、コロラド州が行った投票用紙におけるトランプの記載の禁止に対する上告を審理することに同意した。
1月9日、ネバダ州連邦地方裁判所のグロリア・ナヴァロ判事は、ネバダ州でジョン・アントニー・カストロがトランプの投票参加を阻止しようとした訴えを却下した。ナバロ判事は、テキサス州在住のカストロ氏はこの訴訟で憲法修正第14条を引用しているが、ネバダ州法に基づきトランプを訴える資格はないとした。
1月10日、前ニュージャージー州知事のクリス・クリスティが出馬を辞退。その後、CNN主催の第5回討論会がデモインのドレイク大学で開催された。参加条件は、アイオワ州の地元世論調査で上位3位以内に入ること、全国世論調査と地元世論調査の両方で10％以上の得票率であることであった。この参加条件を満たしたのはトランプ、ヘイリー、デサンティスの3候補であった。トランプは今回も参加せず、ヘイリーとデサンティスのみの討論となった。ヘイリーやデサンティスへの注目を抑えたいトランプは、代わりにFOXニュースの裏番組に出演した。ラマスワミは、討論会への参加条件を満たせなかったわけであるが、ティム・プール、キャンディス・オーウェンズとポッドキャスト上でインタビュー番組を行った。
1月14日、既に出馬を辞退しているダグ・バーガムはトランプ支持派に回った。
1月15日、トランプはアイオワ州の党員投票で勝利した。党員投票の後、実業家のヴィヴェック・ラマスワミは出馬を辞退、トランプ支持派に回った。
1月16日、元アーカンソー州知事のエイサ・ハッチンソンは選挙を辞退。 同日、ABCニュースはヘイリーとトランプが出席を拒否したことを理由に、1月18日に予定されていた討論会を中止すると発表した。
1月17日、1月21日にニューハンプシャー州ゴフスタウンのセントアンセルム大学で開催される予定だった第7回討論会は、CNN側の要請を理由にキャンセルされた。
1月21日、フロリダ州知事のロン・デサンティスは選挙を辞退、トランプ支持派に回った。デサンティスの離脱により、共和党輩出の大統領候補として残る主要候補はトランプとヘイリーのみとなった。
1月23日、トランプは54.3%-43.3%もの差でヘイリーを破り、ニューハンプシャーの予備選で勝利した。
1月30日、ロバート・F・ケネディ・ジュニアは、2023年4月にトランプから、もし自身が大統領になった場合ケネディが副大統領候補になってほしいというような接触があった。ケネディは、お世辞でも嬉しいとしながらも、トランプの申し出を断ったとした。これに対し、トランプ側近のクリス・ラシヴィータは、このやりとりが行われたことを否定した。

#### 2月
2月4日のFOXニュースとのインタビューで、トランプは自分が大統領になった場合、副大統領となる人が満たすべき基準のリストを概説し、ティム・スコットとクリスティ・ノームの2人を自分が大統領になった場合の副大統領候補として挙げた。
2月6日、ネバダ州で予備選が行われた。この予備選はネバダ州共和党によってボイコットされ、ネバダ州党員集会にするようにとの声が集まった。その結果、トランプは予備選の候補から外れ、ヘイリーも党員集会における投票先から外れた。ヘイリーは、そもそも出れなかったことから他の議員に敗北したこととなるが、実質的にはトランプを上回る投票数を得て予備選に勝利したと思われている。
2月8日、トランプはネバダ州とヴァージン諸島の党員集会で勝利した。
2月24日、トランプはサウスカロライナ州の予備選で勝利した。
2月27日、トランプはミシガン州の予備選で勝利した。

#### 3月
3月2日、トランプはミズーリ、ミシガン、アイダホの各州党員集会で勝利した。
3月3日、3月1日から行われたコロンビア特別区予備選でヘイリーが勝利した。
3月4日、前述したいくつかの州（コロラド州、メイン州、イリノイ州）がドナルド・トランプ氏を投票用紙から排除しようとした取り組みは、連邦最高裁によって9対0の全会一致で違憲とされた。さらに、トランプはノースダコタの党員集会でも勝利した。
3月5日、スーパーチューズデーに突入。アラバマ州、アラスカ州、アーカンソー州、カリフォルニア州、コロラド州、メイン州、マサチューセッツ州、ミネソタ州、ノースカロライナ州、オクラホマ州、テネシー州、テキサス州、バージニア州の予備選とユタ州の党員集会でトランプが勝利し、バーモント州の予備選ではヘイリーが勝利した。
3月6日、ヘイリーは選挙から辞退した。
3月8日、トランプはアメリカ領サモアの党員集会で勝利した。
3月12日、トランプはジョージア州、ミシシッピ州、ワシントン州の予備選とハワイ州の党員集会で勝利。ワシントン州での勝利により、トランプは大統領候補指名獲得に十分な議員得票数を得た。
3月15日、トランプは北マリアナ諸島の党員集会で勝利した。
3月16日、トランプはグアム準州の党員集会で勝利した。
3月19日、アリゾナ州、フロリダ州、イリノイ州、カンザス州、オハイオ州の予備選でトランプが勝利。
3月23日、トランプはルイジアナ州の予備選で勝利。

#### 4月
4月2日、トランプはコネチカット州、ニューヨーク州、ロードアイランド州、ウィスコンシン州の予備選で勝利した。
4月20日、トランプはワイオミング州党員集会で勝利した。
4月21日、トランプはプエルトリコの予備選で勝利した。
4月23日、トランプはペンシルベニア州の予備選で勝利した。

#### 5月
5月7日、トランプはインディアナ州の予備選で勝利した。
5月14日、メリーランド州、ネブラスカ州、ウェストバージニア州の予備選でトランプが勝利。
5月21日、ケンタッキー州とオレゴン州でトランプが勝利。

#### 6月
6月4日、モンタナ州、ニュージャージー州、ニューメキシコ州の予備選挙でトランプが勝利した。サウスダコタ州予備選は中止された。

### 出馬資格
トランプの大統領予備選出馬資格は争われてきた。2023年12月19日、コロラド州最高裁はアンダーソン対グリスウォルド事件で、2021年1月6日の合衆国議会議事堂襲撃事件でのトランプの役割を理由に、憲法修正第14条第3項によりトランプの出馬資格は無効との判決を下した。2023年12月28日、メイン州のシェンナ・ビローズ州司法長官は、同じく憲法修正第14条第3項を引用して、トランプに出馬は不適格であるとの判決を下した。しかし、ビローズは法廷での異議申し立ての結果が出るまで、自身の裁定を保留した。2月28日、イリノイ州の、クック郡判事のトレイシー・ポーターでも憲法修正第14条第3項を理由にトランプの投票除外を命じた。
2024年3月4日、連邦最高裁は、コロラド州司法長官の命令により、コロラド州最高裁判所がトランプを投票から排除しようとしたことは違憲であり、その決定はアメリカ合衆国議会によってのみなされるものであり、現段階ではトランプを候補に復帰させなければならないという9対0の全会一致の判決を下した。

### 候補と出馬期間
Unable to compile EasyTimeline input:

Timeline generation failed: 1 error found

Line 48:   from:11/15/2022 till:08/01/2025 color:Active text:"Trump"

- Plotdata attribute 'till' invalid.

```
 Date '08/01/2025' not within range as specified by command Period.

```

|  | 辞退していない候補         |  | 選挙委員会へ提出したが正式に出馬していない期間 |  | 辞退した候補 |  | 共和党全国大会 |
|  | 2022年アメリカ合衆国総選挙 |  | 討論会                                         |  | 予備選挙     |  |                |

## 討論会

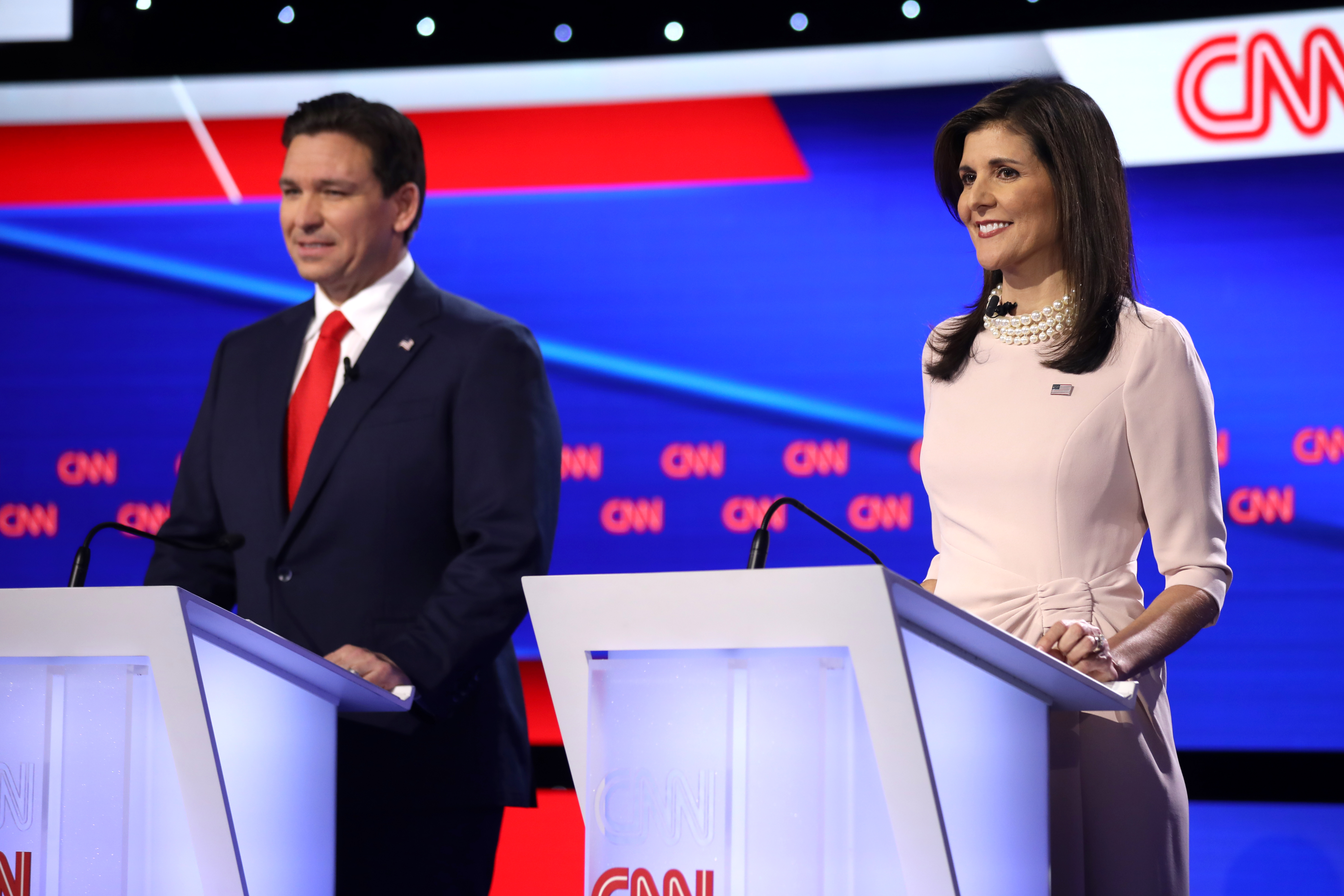
アイオワで行われた討論会の様子。デサンティス（左）とヘイリー（右）が討論中。

共和党初の討論会は2023年8月23日、FOXニュース主催、ブレット・ベイヤーとマーサ・マッカラムの司会で行われた。討論会に参加するには、有権者の支持率が1％以上であること、4万人から寄付を受けていること、最終的に党の大統領候補指名を獲得した者を支持するという誓約書に署名しているという条件がある。討論会に参加できるとみなされた候補者は、ダグ・バーガム、クリス・クリスティ、ロン・デサンティス、ニッキー・ヘイリー、エイサ・ハッチンソン、マイク・ペンス、ヴィヴェック・ラマスワミ、ティム・スコットだった。トランプは討論会に参加せず、代わりにタッカー・カールソンとのインタビューを撮影し、討論会が始まる数分前に公開された。
第2回討論会に出席するための条件は、少なくとも3つの信頼できる全国世論調査で3%の支持を得ていることであり、一方、寄付の条件は5万ドル以上の寄付に増額した。9月26日時点で、第2回討論会の参加資格を持ち、出席する候補者は以下の通り： ロン・デサンティス、ニッキー・ヘイリー、ティム・スコット、ヴィヴェック・ラマスワミ、マイク・ペンス、クリス・クリスティ、ダグ・バーガム。第1回討論会に出席したエイサ・ハッチンソンは参加資格を得られなかった。
9月27日、カリフォルニア州シミバレーにあるロナルド・レーガン大統領図書館で、第2回共和党大統領討論会が行われた。
11月6日、RNCはドナルド・トランプ、ロン・デサンティス、ニッキー・ヘイリー、ヴィヴェック・ラマスワミ、クリス・クリスティ、ティム・スコットの各候補が第3回討論会に参加する資格を得たと発表した。第3回討論会への参加資格は、7万件以上の寄付と、アイオワ州またはニューハンプシャー州の全国世論調査および地元世論調査で4％以上の得票があることが条件とされた。
11月8日、フロリダ州マイアミで第3回共和党大統領討論会が開催された。ドナルド・トランプは参加しなかった。
12月6日、第4回討論会がタスカルーサのアラバマ大学で開催された。クリスティ、デサンティス、ヘイリー、ラマスワミ、トランプはいずれも寄付額と世論調査の条件を満たしていた。しかし、トランプは再びこの討論会の参加を取りやめた。
2024年1月10日、前ニュージャージー州知事のクリス・クリスティが出馬を辞退。その後、CNN主催の第5回討論会がデモインのドレイク大学で開催された。参加条件は、アイオワ州の地元世論調査で上位3位以内に入ること、全国世論調査と地元世論調査の両方で10％以上の得票率であることであった。この参加条件を満たしたのはトランプ、ヘイリー、デサンティスの3候補であった。トランプは今回も参加せず、ヘイリーとデサンティスのみの討論となった。ヘイリーやデサンティスへの注目を抑えたいトランプは、代わりにFOXニュースの裏番組に出演した。ラマスワミは、討論会への参加条件を満たせなかったわけであるが、ティム・プール、キャンディス・オーウェンズとポッドキャスト上でインタビュー番組を行った。
1月16日、元アーカンソー州知事のエイサ・ハッチンソンは選挙を辞退。 同日、ABCニュースはヘイリーとトランプが出席を拒否したことを理由に、1月18日に予定されていた第6回討論会を中止すると発表した。
1月17日、1月21日にニューハンプシャー州ゴフスタウンのセントアンセルム大学で開催される予定だった第7回討論会は、CNN側の要請を理由にキャンセルされた。

## 選挙資金
この節は、連邦選挙委員会（FEC）に報告された各候補者の選挙運動における資金使途の概要である。資金の内、寄付総額には、個人献金、候補者からの借入金、他の選挙運動委員会からの送金が含まれる。個人献金は、個人による寄付合計額が200ドル以上になると、FECによって明細が作成される。最後の欄の「手元資金」は、2023年12月31日時点で各選挙運動が将来支出可能な現金の残額を示している。
この表には、候補者を支援するスーパーPACや党委員会への献金は含まれていない。各数値は1ドル未満を切り上げている。
| 候補者名     | 寄付総額    | 2024年四半前期からの調達総額 | 個人献金    | 個人献金             | 個人献金 | 負債        | 支出        | 2024年四半前期の支出額 | 合計の収入   |
| 候補者名     | 寄付総額    | 2024年四半前期からの調達総額 | 合計        | 明細に記載された金額 | Pct      | 負債        | 支出        | 2024年四半前期の支出額 | 合計の収入   |
| ------------ | ----------- | ---------------------------- | ----------- | -------------------- | -------- | ----------- | ----------- | ---------------------- | ------------ |
| トランプ     | $79,634,357 | $19,111,279                  | $431,696    | $178,977             | 41.5%    | $99,329     | $46,546,415 | $23,565,298            | $33,087,942  |
| ヘイリー     | $36,026,184 | $17,316,948                  | $28,792,841 | $6,795,202           | 23.6%    | $0          | $21,469,303 | $14,311,759            | $14,556,882  |
| クリスティン | $7,330,905  | $1,891,871                   | $7,296,867  | $2,138,024           | 29.3%    | $0          | $5,021,353  | $3,497,538             | $2,309,552   |
| デサンティス | $38,361,550 | $6,714,088                   | $32,490,189 | $6,781,494           | 20.9%    | $26,167     | $28,625,199 | $9,304,642             | $9,736,351   |
| ハッチンソン | $1,510,718  | $261,415                     | $1,295,318  | $496,396             | 38.3%    | $57,271     | $1,430,201  | $506,186               | $80,516      |
| ラマスワミ   | $37,055,746 | $10,446,566                  | $11,450,460 | $5,126,038           | 44.8%    | $23,750,000 | $35,566,297 | $13,204,994            | $1,489,448   |
| バーガム     | $17,882,365 | $2,702,700                   | $3,087,845  | $689,129             | 22.3%    | $13,970,653 | $17,805,576 | $4,948,486             | $76,789      |
| エルダー     | $1,375,322  | $−62,823                     | $1,346,445  | $918,078             | 68.2%    | $149,396    | $1,372,426  | $178,982               | $2,696       |
| ハード       | $1,451,431  | $−1,107                      | $1,447,586  | $735,367             | 50.8%    | $15,479     | $1,424,502  | $195,038               | $26,929      |
| ジョンソン   | $14,570,449 | $972                         | $148,692    | $0                   | 0%       | $0          | $13,632,192 | $227,917               | $−11,533,150 |
| ペンス       | $5,109,979  | $584,250                     | $5,023,544  | $2,097,236           | 41.7%    | $1,498,131  | $4,408,468  | $1,064,191             | $701,511     |
| スコット     | $14,492,592 | $1,444,044                   | $12,224,139 | $4,241,714           | 34.7%    | $0          | $30,309,565 | $8,396,863             | $6,337,306   |
| スアレス     | $1,794,895  | $369,378                     | $1,422,005  | $125,686             | 8.8%     | $30,000     | $1,771,641  | $406,516               | $23,255      |

## 予備選及び党員選挙の開票日付
| 開票日                          | 有権者 | 有権者 | 予備選/党員選挙            |
| ------------------------------- | ------ | ------ | -------------------------- |
| 1月15日                         | 40     | 40     | アイオワ州党員集会         |
| 1月23日                         | 22     | 22     | ニューハンプシャー州予備選 |
| 2月6日                          | 0      | 0      | ネバダ州予備選             |
| 2月8日                          | 30     | 26     | ネバダ州党員集会           |
| 2月8日                          | 30     | 4      | ヴァージン諸島党員集会     |
| 2月24日                         | 50     | 50     | サウスカロライナ州予備選   |
| 2月27日                         | 16     | 16     | ミシガン州予備選           |
| 3月2日                          | 125    | 32     | アイダホ州党員集会         |
| 3月2日                          | 125    | 39     | ミシガン州党員集会         |
| 3月2日                          | 125    | 54     | ミズーリ州党員集会         |
| 3月1日-3日                      | 19     | 19     | コロンビア特別区予備選     |
| 3月4日                          | 29     | 29     | ノースダコタ州党員集会     |
| 3月5日 (スーパー・チューズデー) | 865    | 50     | アラバマ州                 |
| 3月5日 (スーパー・チューズデー) | 865    | 29     | アラスカ州                 |
| 3月5日 (スーパー・チューズデー) | 865    | 40     | アーカンソー州             |
| 3月5日 (スーパー・チューズデー) | 865    | 169    | カリフォルニア州           |
| 3月5日 (スーパー・チューズデー) | 865    | 37     | コロラド州                 |
| 3月5日 (スーパー・チューズデー) | 865    | 20     | メイン州                   |
| 3月5日 (スーパー・チューズデー) | 865    | 40     | マサチューセッツ州         |
| 3月5日 (スーパー・チューズデー) | 865    | 39     | ミネソタ州                 |
| 3月5日 (スーパー・チューズデー) | 865    | 74     | ノースカロライナ州         |
| 3月5日 (スーパー・チューズデー) | 865    | 43     | オクラホマ州               |
| 3月5日 (スーパー・チューズデー) | 865    | 58     | テネシー州                 |
| 3月5日 (スーパー・チューズデー) | 865    | 161    | テキサス州                 |
| 3月5日 (スーパー・チューズデー) | 865    | 40     | ユタ州党員集会             |
| 3月5日 (スーパー・チューズデー) | 865    | 17     | バーモント州               |
| 3月5日 (スーパー・チューズデー) | 865    | 48     | バージニア州               |
| 3月8日                          | 9      | 9      | アメリカ領サモア党員集会   |
| 3月12日                         | 161    | 59     | ジョージア州               |
| 3月12日                         | 161    | 19     | ハワイ州党員集会           |
| 3月12日                         | 161    | 40     | ミシシッピ州               |
| 3月12日                         | 161    | 43     | ワシントン州               |
| 3月15日                         | 9      | 9      | 北マリアナ諸島党員集会     |
| 3月16日                         | 9      | 9      | グアム準州党員集会         |
| 3月19日                         | 350    | 43     | アリゾナ州                 |
| 3月19日                         | 350    | 125    | フロリダ州                 |
| 3月19日                         | 350    | 64     | イリノイ州                 |
| 3月19日                         | 350    | 39     | カンザス州                 |
| 3月19日                         | 350    | 79     | オハイオ州                 |
| 3月23日                         | 47     | 47     | ルイジアナ州               |
| 4月2日                          | 179    | 28     | コネチカット州             |
| 4月2日                          | 179    | 91     | ニューヨーク州             |
| 4月2日                          | 179    | 19     | ロードアイランド州         |
| 4月2日                          | 179    | 41     | ウィスコンシン州           |
| 4月18日-20日                    | 29     | 29     | ワイオミング州党員集会     |
| 4月21日                         | 23     | 23     | プエルトリコ               |
| 4月23日                         | 67     | 67     | ペンシルベニア州           |
| 5月7日                          | 58     | 58     | インディアナ州             |
| 5月14日                         | 105    | 37     | メリーランド州             |
| 5月14日                         | 105    | 36     | ネブラスカ州               |
| 5月14日                         | 105    | 32     | ウェストバージニア州       |
| 5月21日                         | 77     | 46     | ケンタッキー州党員集会     |
| 5月21日                         | 77     | 31     | オレゴン州                 |
| 6月4日                          | 62     | 31     | モンタナ州                 |
| 6月4日                          | 62     | 12     | ニュージャージー州         |
| 6月4日                          | 62     | 22     | ニューメキシコ州           |
| 中止                            | 45     | 16     | デラウェア州               |
| 中止                            | 45     | 29     | サウスダコタ州             |

### タイミング
共和党の規則では、すべての選挙において日程の変更をする場合、2023年9月までに行わなければならないことになっている。ほか、アメリカ共和党では選挙の日程は例年より早まる傾向にある。また、アイオワ州、ニューハンプシャー州、ネバダ州、サウスカロライナ州は2024年2月まででも開票をしてよいと認められている。アイオワ州は、このルールに法的制限がないため、過去10年間で最も早い、1月15日の祝日に開催することを選んだ。

#### ネバダ州に関する論争
2020年の大統領選後、民主党が大多数のネバダ州議会は、共和党と民主党の大統領予備選の開催の為に動いた。それまでネバダ州では、大統領選挙の代議員を決定するために党主催の党員集会が行われていた。これによって、党員集会は廃止され予備選で選ぶことになる予定であった。
2023年5月、ネバダ州共和党は、代議員の割り当てを決定する手段として党員集会の使用を継続するためにネバダ州を訴えた。ネバダ州司法長官は、ネバダ州は党員集会及び予備選に対する制限がなく、州法において政党が大統領候補をどのように選ぶかを規定する特定の規則を義務付けていないため、ネバダ共和党は党員集会及び予備選のどちらかを選ぶことが許されると述べた。
2023年8月14日、ネバダ州共和党は2月8日に「党員集会を」開催した。

#### ミシガン州に関する論争
ミシガン州予備選は当初、共和党のルールに従って3月に行われる予定だった。2022年の選挙後にミシガン州議会の議席の大多数を取得し、州知事を輩出した民主党は、2024年大統領選の代議員選出のために、両選挙区の予備選を前倒しにすることとなった。その結果、2月27日に前倒しされたが、その日程は共和党の規則（アイオワ州、ニューハンプシャー州、ネバダ州、サウスカロライナ州のみが2024年3月1日より早く投票を開始できる）に違反することになった。
ミシガン州共和党は、ミシガン州の民主党の一方的な動きを批判した。結局、共和党は2月27日に予備選挙を行い、3月2日に党員集会を開催した。